# George Square

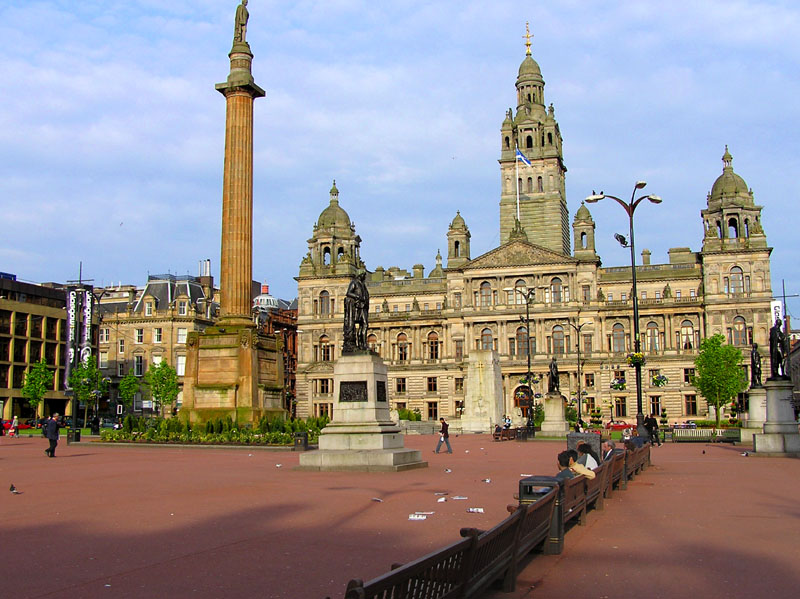
George Square y el Ayuntamiento de Glasgow.

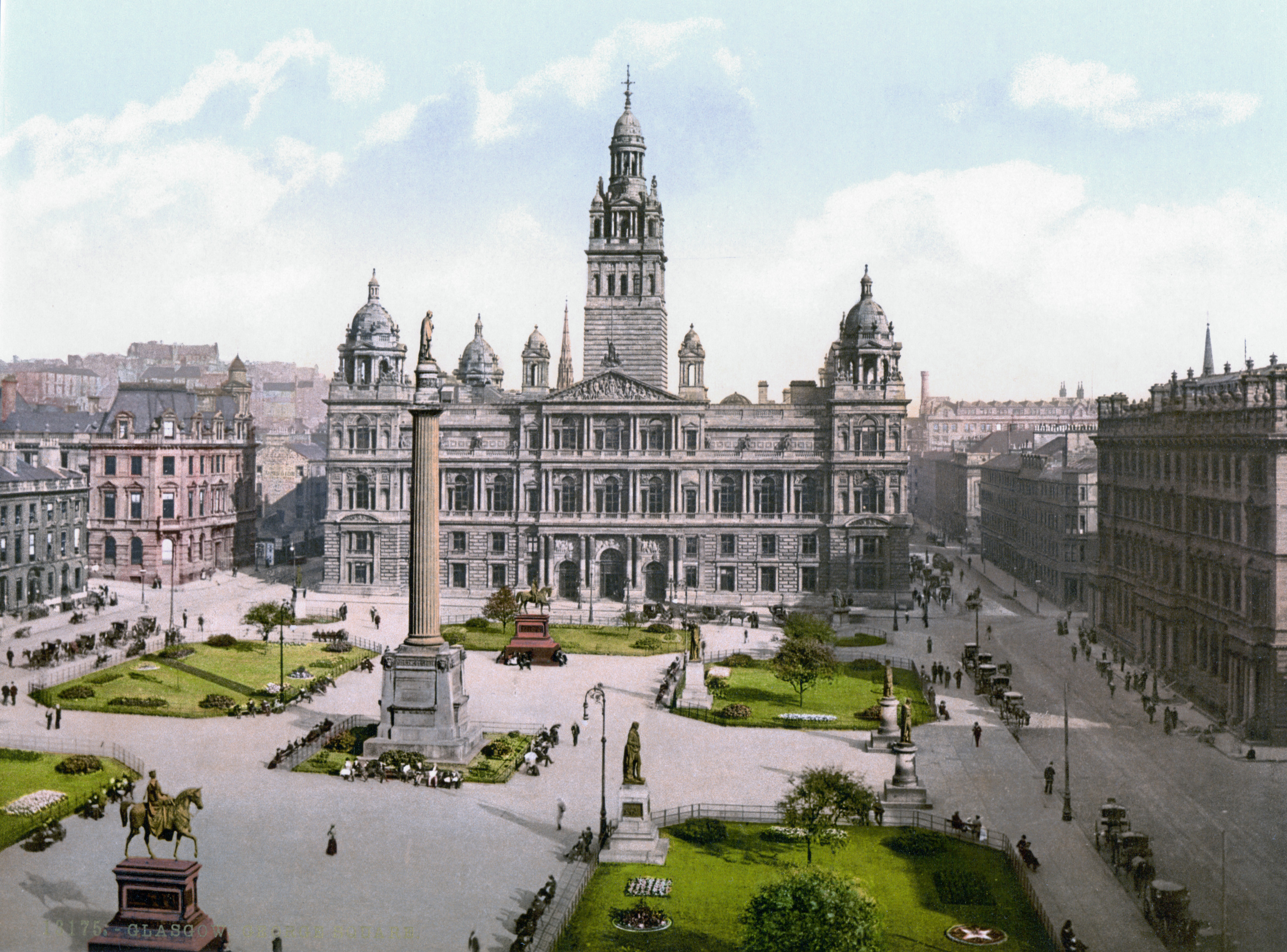
Imagen de George Square en torno a 1900.

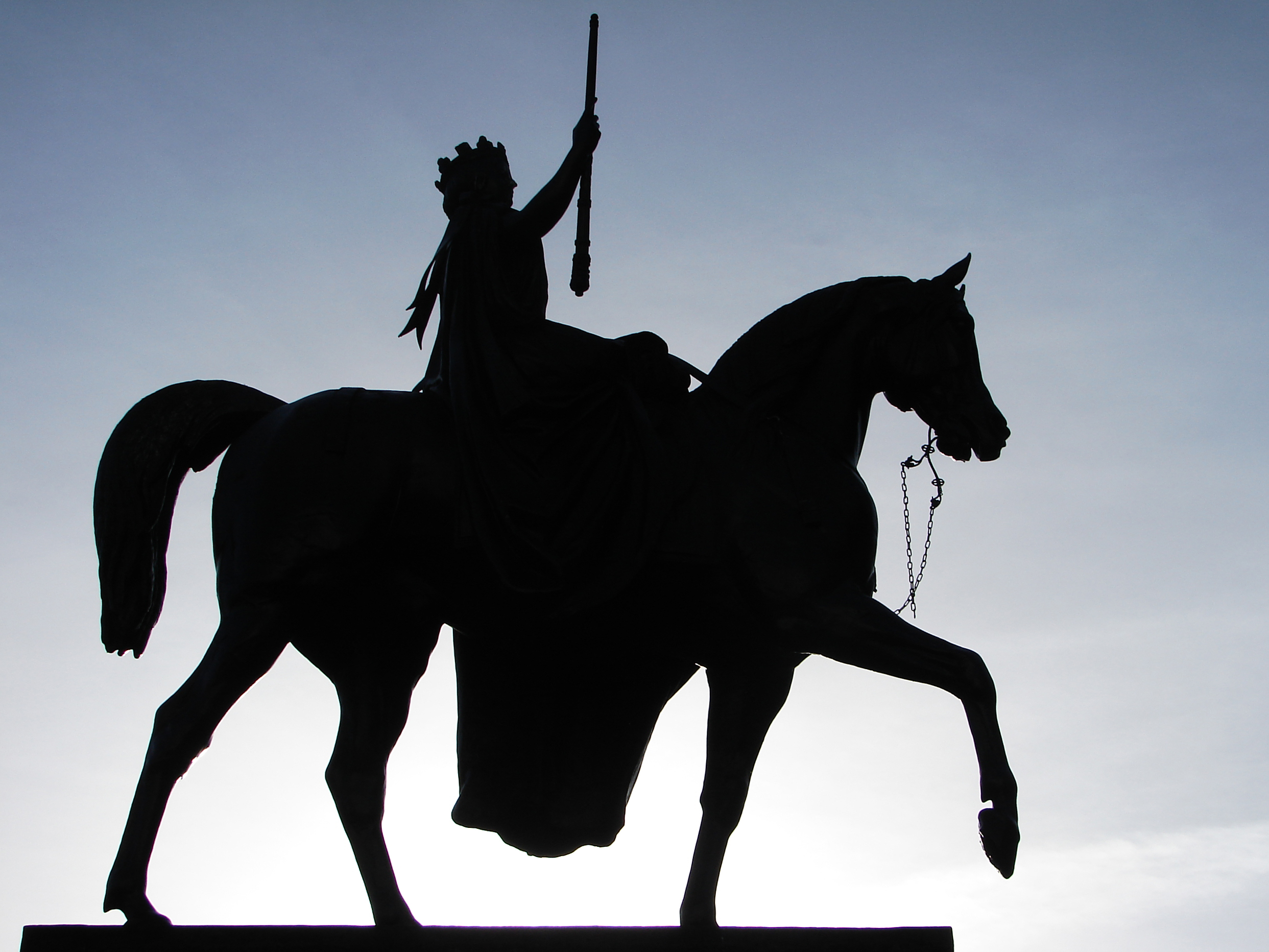
Una estatua ecuestre de la Reina Victoria situada en George Square durante el festival de la oscuridad Nyx de 2009.

George Square es la plaza principal de la ciudad de Glasgow, Escocia, Reino Unido. Recibe su nombre del rey Jorge III. Trazada en 1781, George Square contiene en la actualidad el Ayuntamiento de Glasgow y una importante colección de estatuas y monumentos, incluidos los dedicados a Robert Burns, James Watt, Sir Robert Peel y Sir Walter Scott. Se considera habitualmente el centro de facto de la ciudad, aunque el verdadero centro geográfico de la ciudad es Blythswood Square (1 km al oeste), mientras que todas las distancias se miden desde el cercano Glasgow Cross.

## Historia
George Square fue trazada en 1781 como parte del innovador plano hipodámico georgiano que inicialmente se extendía desde Stockwell Street hasta Buchanan Street y refleja la creciente influencia racional de la Ilustración escocesa, junto con el desarrollo similar de la New Town de Edimburgo. Este plano hipodámico, que se extendería posteriormente hacia el oeste hasta Blythswood Hill, fue principalmente obra de los destacados arquitectos James Barry, James Craig y James Gillespie Graham.
Sin embargo, durante sus primeros años era poco más que una zona fangosa, llena de agua sucia y usada para sacrificar caballos. Entre 1787 y la década de 1820, la plaza se abrió y en sus lados este y oeste se construyeron casas georgianas y hoteles. En 1842 se inauguró en el lado norte la Estación de Glasgow Queen Street, estación terminal del Ferrocarril de Edimburgo y Glasgow. Hacia 1850 los alrededores de la plaza se habían convertido en un centro de actividad mercantil. En 1877, la Merchants House se trasladó a la plaza, y la misma plaza, que era un jardín privado para las casas que la rodeaban, se convirtió en un espacio público después de que una multitud descontenta destruyera las verjas tras frecuentes disturbios.
La plaza se llamó así en honor al rey Jorge III, y una estatua suya iba a ocupar originalmente el centro de la plaza, pero la agitación y ansiedad causados a los comerciantes de tabaco de la ciudad por la Guerra de Independencia de los Estados Unidos en 1775 y la posterior derrota británica en 1783, junto con sus cada vez más frecuentes ataques de locura, habían creado sentimientos encontrados hacia el rey, y por tanto se decidió homenajear a Sir Walter Scott en su lugar, con una escultura de John Greenshields situada encima de una columna dórica de 24 metros de altura de Alexander Handyside Ritchie, «un escultor de genios». Ambos se completaron entre 1834 y 1837.

## Edificios

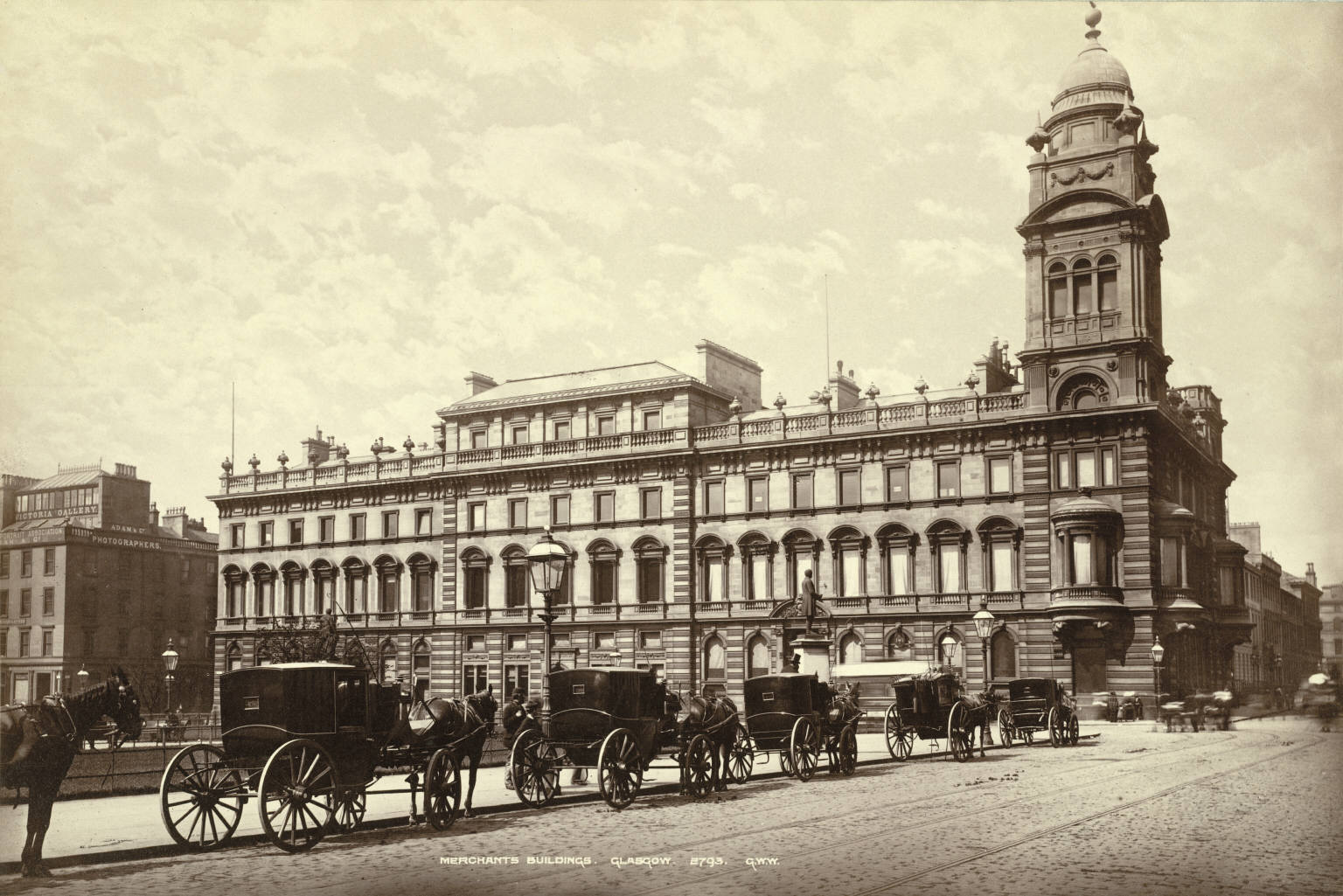
Merchants House a finales del.

En la actualidad el lado este de la plaza está dominado por el majestuoso Edificio del Ayuntamiento de Glasgow, sede del Ayuntamiento de Glasgow, que se inauguró en 1888. En el lado sur hay varios edificios, incluida la antigua General Post Office, construida en 1878 y transformada en oficinas en 2007, un edificio de oficinas de estilo Chicago que data de 1924 y la oficina de turismo principal de la ciudad.
El lado norte se compone de la Estación de Queen Street, el North British Railway Hotel (actual Millennium Hotel), que data de la década de 1840, y George House, que sustituyó un edificio georgiano más antiguo, construida en 1979 para proporcionar más espacio de oficinas para el Ayuntamiento de Glasgow, y que actualmente alberga las oficinas de Ernst & Young.
Queen Street, que discurre por el lado oeste de la plaza, contiene la Merchants House, en la que se sitúa la Cámara de Comercio de Glasgow, diseñada por John Burnet e inaugurada en 1874. En 1907 John James Burnet añadió dos plantas, coronadas por una torre con una cúpula en la cual está grabado el emblema de la Cámara, un barco sobre un globo terráqueo, un recordatorio de la importancia del comercio marítimo para la prosperidad de Glasgow. El lado occidental también contiene el antiguo edificio del Bank of Scotland, que actualmente contiene oficinas y un pub Wetherspoons.
El lado este de la plaza está flanqueado por dos céspedes y contiene también el Cenotafio de la ciudad, diseñado por John James Burnet y construido originalmente en 1922 por el Earl Haig Fund para recordar a los ciudadanos de Glasgow que perdieron sus vidas en la Primera Guerra Mundial. Una columna de 24 metros de altura, erigida en 1837, muestra al escritor Walter Scott. Gran parte de las estatuas públicas de Glasgow están situadas alrededor de la plaza y entre ellas se encuentran las únicas estatuas ecuestres conocidas de una joven Reina Victoria y su consorte el Príncipe Alberto, los poetas Robert Burns y Thomas Campbell, el inventor James Watt, el químico Thomas Graham, los generales Sir John Moore, Lord Clyde y los políticos William Ewart Gladstone, Robert Peel y James Oswald.

## Importancia social
La plaza ha sido frecuentemente escena de encuentros públicos, reuniones políticas, disturbios, protestas, celebraciones, ceremonias, desfiles y conciertos. Quizá la más famosa fue la manifestación del Viernes Negro de 1919, cuando activistas por la mejora de las condiciones de trabajo (particularmente en protesta contra las 56 horas de trabajo semanales en muchas factorías de la ciudad) realizaron una enorme manifestación, con más de 90 000 manifestantes en la plaza y las calles de los alrededores. El encuentro degeneró en episodios violentos entre los manifestantes y la policía, y se leyó el Riot Act. La reputación radical de la ciudad, y el izado de la bandera roja por algunos presentes, hizo que el gobierno liberal temiera que se estuviera gestando una revolución bolchevique. El gobierno respondió desplegando tropas y tanques totalmente armados en la plaza y las calles de la ciudad.
Posteriormente la plaza ha proporcionado un lugar para campañas políticas y encuentros de cualquier clase, protestas contra el impuesto de capitación y la Guerra de Irak, desfiles anuales del Día del Recuerdo y recientemente se ha convertido en el lugar para las extensas celebraciones del Hogmanay de la ciudad. En los meses de invierno hay una pista de hielo en la plaza.
En febrero de 2005, la plaza fue cerrada a los peatones para un proyecto de restauración de dos meses, que incluyó la sustitución del pavimento de asfalto rojo, y la limpieza de la piedra y las estatuas de la plaza, en especial la de Walter Scott.
La decisión de retirar las zonas verdes y alquilar la plaza para negocios y eventos temporales ha sido controvertida. En 2012 se inició una campaña para restaurar la plaza a su estado anterior.
Inmediatamente después de la muerte de Margaret Thatcher, producida en 2013, hubo intentos para organizar fiestas callejeras como celebración. En respuesta a los planes para celebrar en George Square, el Ayuntamiento de Glasgow emitió un comunicado que afirmaba: «Independientemente de si es o no apropiado hacer una fiesta para celebrar la muerte de alguien, este evento ha sido organizado sin implicación ni consentimiento del Ayuntamiento y nos preocupa la seguridad de todos los asistentes. Los organizadores de eventos legítimos deben obtener permiso para usar la plaza. También deben demostrar al ayuntamiento que tomarán medidas de seguridad como proporcionar primeros auxilios, suficientes aseos públicos y vigilantes, así como obtener un seguro de responsabilidad civil. Instamos a que las personas permanezcan alejadas de este acto». Se estimó que más de cien personas llegaron pasada media hora.
Durante el referéndum para la independencia de Escocia de 2014, George Square fue un escenario popular de mítines políticos, particularmente entre los partidarios de la independencia.

## Futuro
En 2012 el Ayuntamiento de Glasgow decidió gastar 15 millones de libras en un «cambio de imagen» de la plaza para transformarla en «un lugar apropiado para el siglo XXI» en vista de los Juegos de la Mancomunidad de 2014. El proyecto incluye retirar todos los monumentos y estatuas de la plaza, en apariencia por restauración. Sin embargo, el ayuntamiento dijo que «es posible» que los monumentos «no vuelvan a la plaza», sino que sean trasladados a «una zona de regeneración». Solo es cierto que un monumento seguirá en la plaza, el Cenotafio de Sir John Burnet.
El 9 de enero de 2013, los seis diseños finalistas se expusieron al público en la quinta planta de una galería situada en un callejón a unos cuatrocientos metros de distancia de la plaza. Todos los diseños proponían que volvieran al menos la mitad de las estatuas, y muchos todas las once. Cada uno de los diseños finalistas también contenía una fuente, sobre la cual la reacción del público ha sido muy crítica, considerando la climatología de Glasgow. La competición resultó muy controvertida, y se abandonó el mismo día que se anunció el ganador, John McAslan & Partners.